# Linia kolejowa nr 343
Linia kolejowa nr 343 – jednotorowa, niezelektryfikowana linia kolejowa znaczenia miejscowego łącząca stację Głuchołazy z przejściem granicznym Głuchołazy - Mikulovice.

## Charakterystyka techniczna
Linia w całości jest klasy C3; maksymalny nacisk osi wynosi 196 kN dla lokomotyw oraz wagonów, a maksymalny nacisk liniowy wynosi 71 kN (na 1 metr bieżący toru). Linia dostosowana jest do prędkości do 40 km/h, a jej prędkość konstrukcyjna wynosi 80 km/h.
Na linii zostały wprowadzone ograniczenia – posterunek Głuchołazy jest czynny w godzinach 5:00 – 21:00.

## Galeria

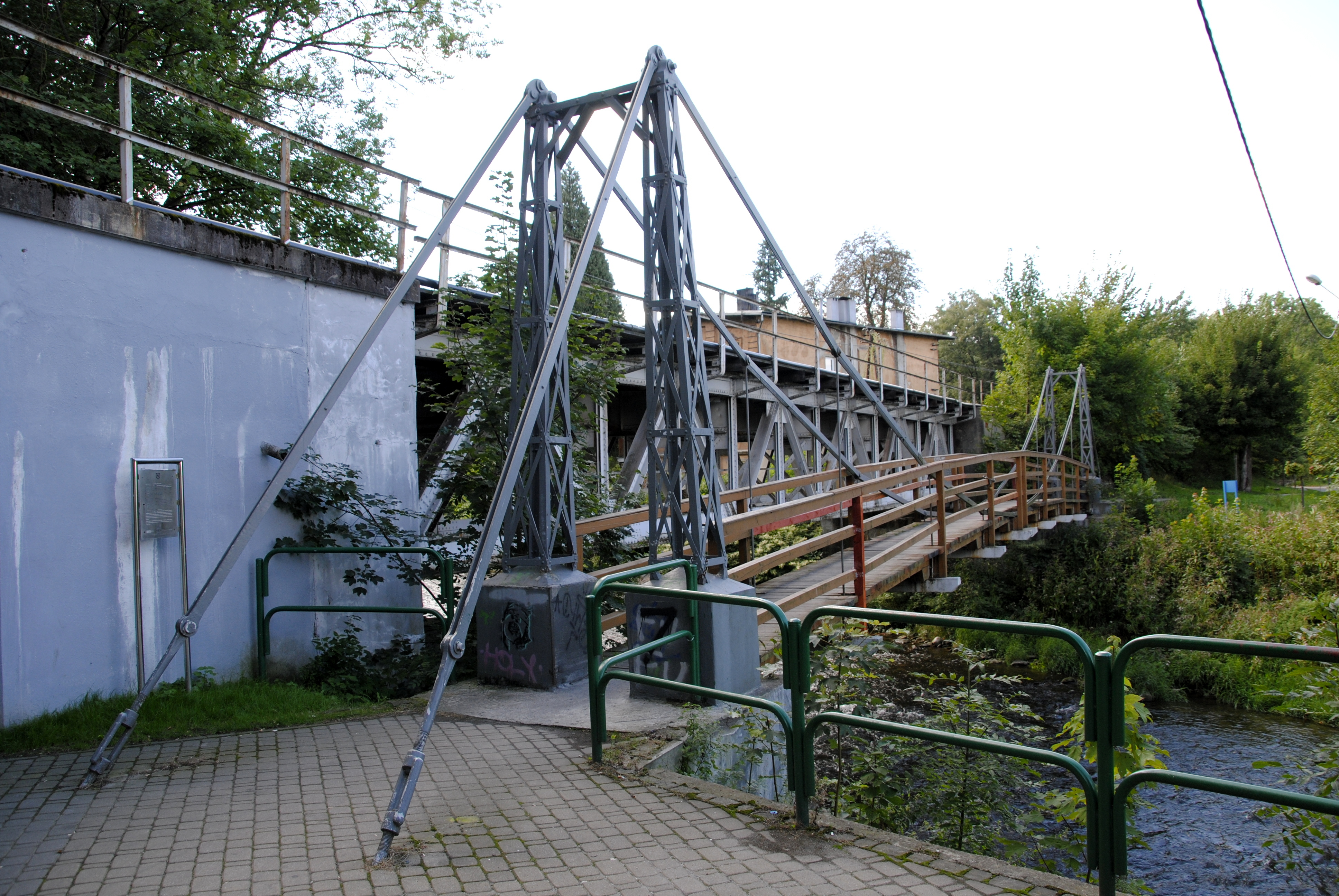
Most kolejowy obok mostu wiszącego nad Białą Głuchołaską
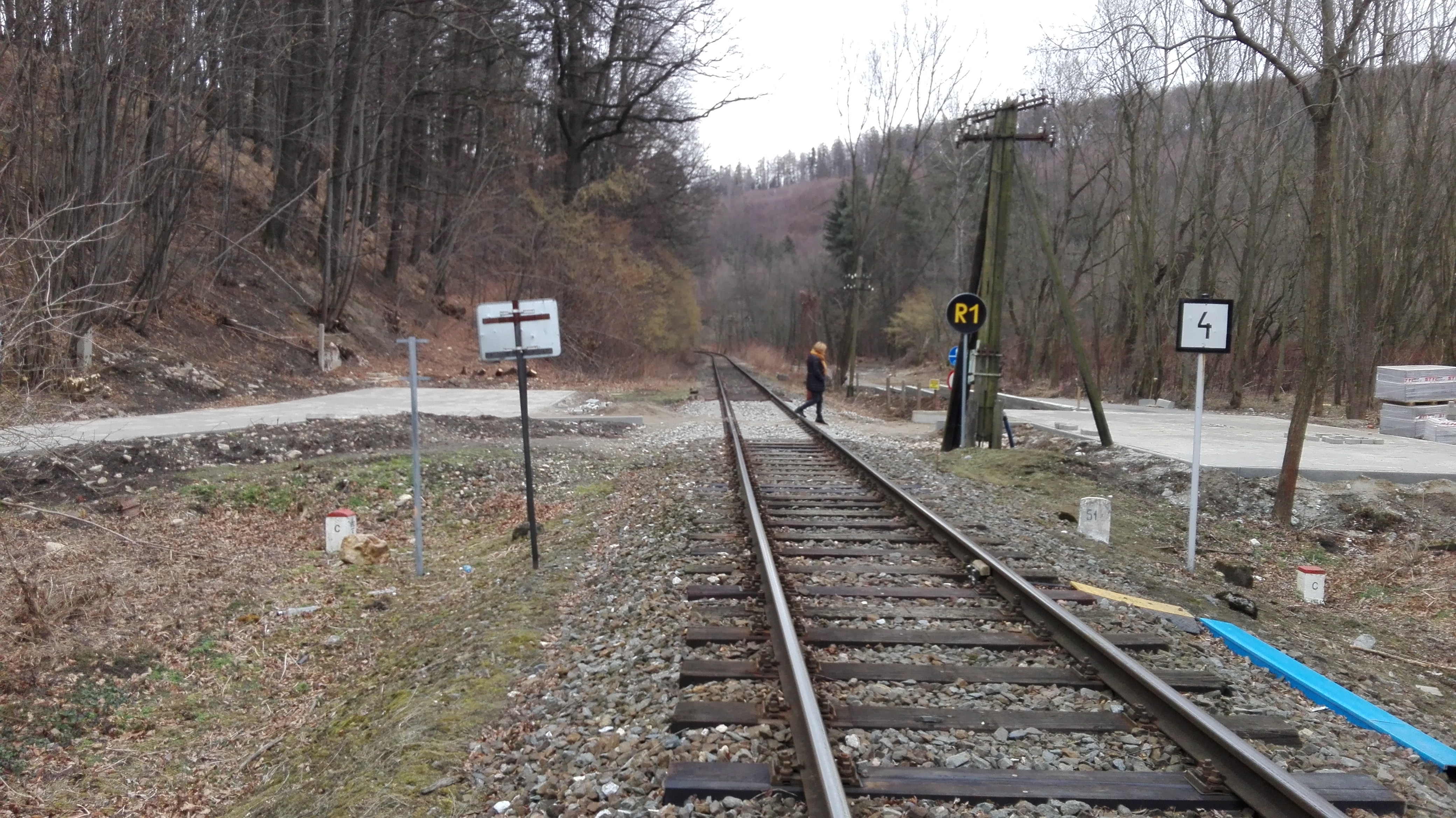
Przejście graniczne
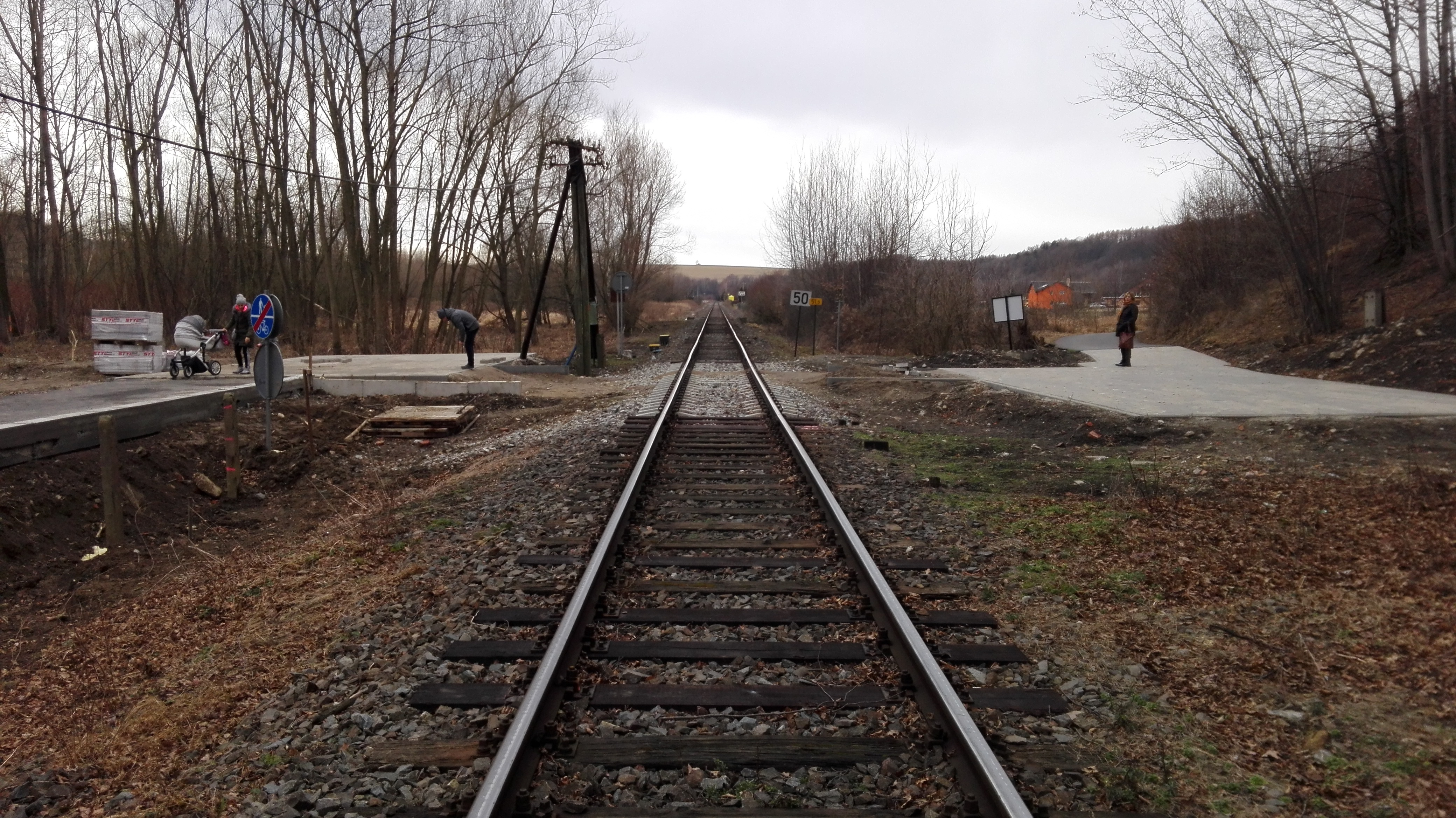